# Huldreich Groß

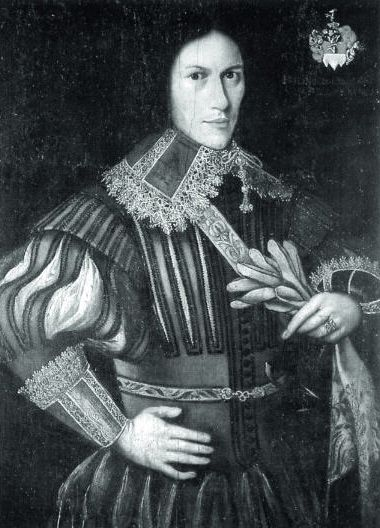
Huldreich Groß

Huldreich Groß (* 28. Dezember 1605 in Leipzig; † 16. April 1677 ebenda) war ein deutscher Rechtsanwalt und Stifter. Sein Erbe bildete den Grundstock der Leipziger Stadtbibliothek.

## Leben
Huldreich Groß war der Sohn eines Seidenstickers. Er besuchte die Leipziger Nikolaischule, das Hennebergische Gymnasium „Georg Ernst“ in Schleusingen und die Fürstenschule St. Afra in Meißen. Von 1622 bis 1633 studierte er an den Universitäten Leipzig, Rostock und Helmstedt Rechtswissenschaften, Mathematik, Theologie und Medizin. 1633 arbeitete Groß kurzzeitig in einem Lazarett des Dreißigjährigen Krieges in Hameln als Militärarzt, bevor er noch im gleichen Jahr nach Leipzig zurückkehrte.
Hier war er zunächst als Anwalt und Notar tätig, bevor er Fiskal am hiesigen kurfürstlichen Oberhofgericht wurde. 1677 verstarb Groß 71-jährig unverheiratet und kinderlos.

## Das Erbe
Huldreich Groß unterzeichnete am 10. April 1677, sechs Tage vor seinem Tod, sein Testament. Darin vermachte er der Stadt Leipzig sein gesamtes Vermögen einschließlich seiner Büchersammlung von rund 4000 Bänden. Bezüglich der Bücher verfügte er, dass der Rat sie

„allein zum Nutzen der studierenden Stadtjugend allhier innerhalb der Ringmauern in ein bequwm Haus bringe und dazu um ein Laidliches Salarium einen Biblio-Thecarium verordne, der der Stadtjugend die Bücher auf Begehren vorlegen, sie aber nicht nach Hause folgen lassen dürfe.“

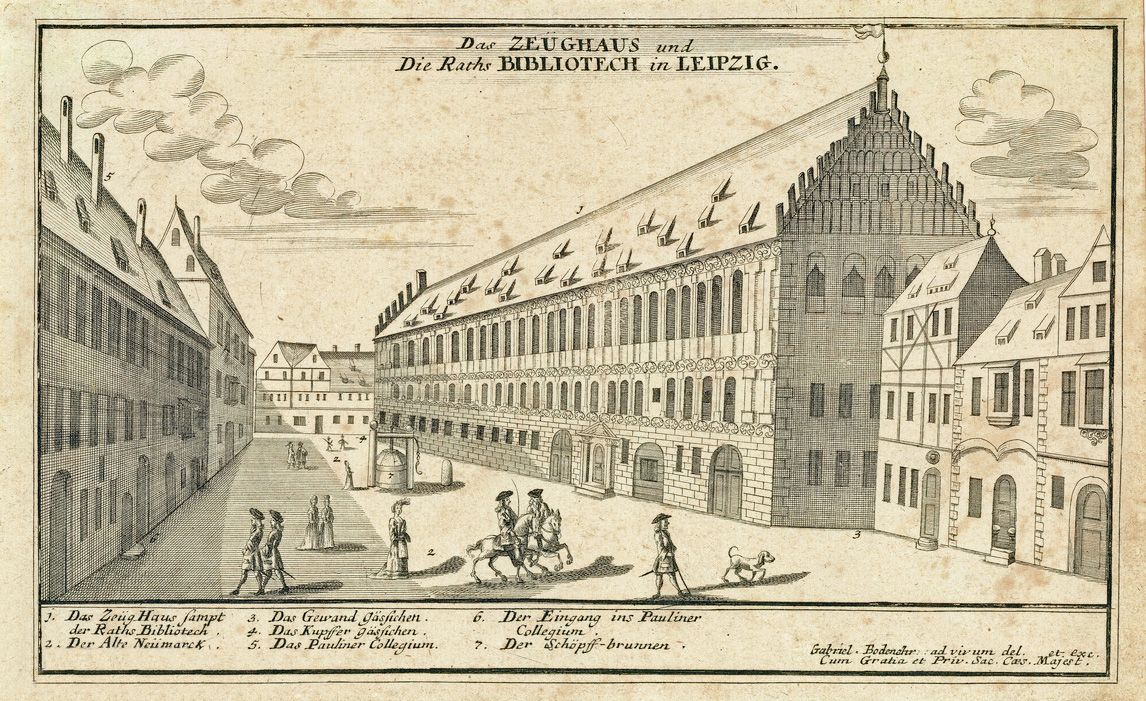
Zeughaus mit der Ratsbibliothek, um 1690

Damit war der Grundstein der Rats- bzw. späteren Stadtbibliothek gelegt. „Rats-Bibliothecarius“ wurde der Oberstadtschreiber Gottfried Gräfe (1641–1719), der die Bücher in weißes Schweinsleder mit grünem Schnitt binden ließ. Sie waren zunächst im Rathaus und ab 1683 im ersten Stock des Zeughauses am Neumarkt untergebracht, in dessen zweitem Stock 1780/1781 der erste Gewandhaussaal eingerichtet wurde.